# Route nationale 689
Pour les articles homonymes, voir Route 689.
La route nationale 689 ou RN 689 était une route nationale française reliant Montluçon à Pionsat.
À la suite de la réforme de 1972, elle a été déclassée en RD 1089 ; l'Allier ayant attribué le nom de RD 989 à l'ancienne RN 489 entre Toulon-sur-Allier et la limite départementale de la Saône-et-Loire.

## Ancien tracé de Montluçon à Pionsat (D 1089)
- Montluçon
- Villebret
- Marcillat-en-Combraille
- Pionsat